# Ternifine 1
Ternifine 1 è il fossile di una mandibola di un ominide della specie Homo erectus scoperto a Ternifine in Algeria nel 1969 da Camille Arambourg.

## Descrizione
Il fossile viene fatto risalire a circa 700.000 anni fa.
L'esemplare, è considerato una variante locale dell'Homo erectus, e per questo viene talvolta indicato come Homo erectus mauritanicus.
La mandibola è robusta e presentano forti inserzioni muscolari; il fossile ha perso entrambi i rami mandibolari, ma per il resto è abbastanza ben conservato, con tutti i suoi molari e premolari ancora al loro posto.